# Casse-noisette (figurine)
 (novembre 2021).
Pour les articles homonymes, voir Casse-noisette (homonymie).

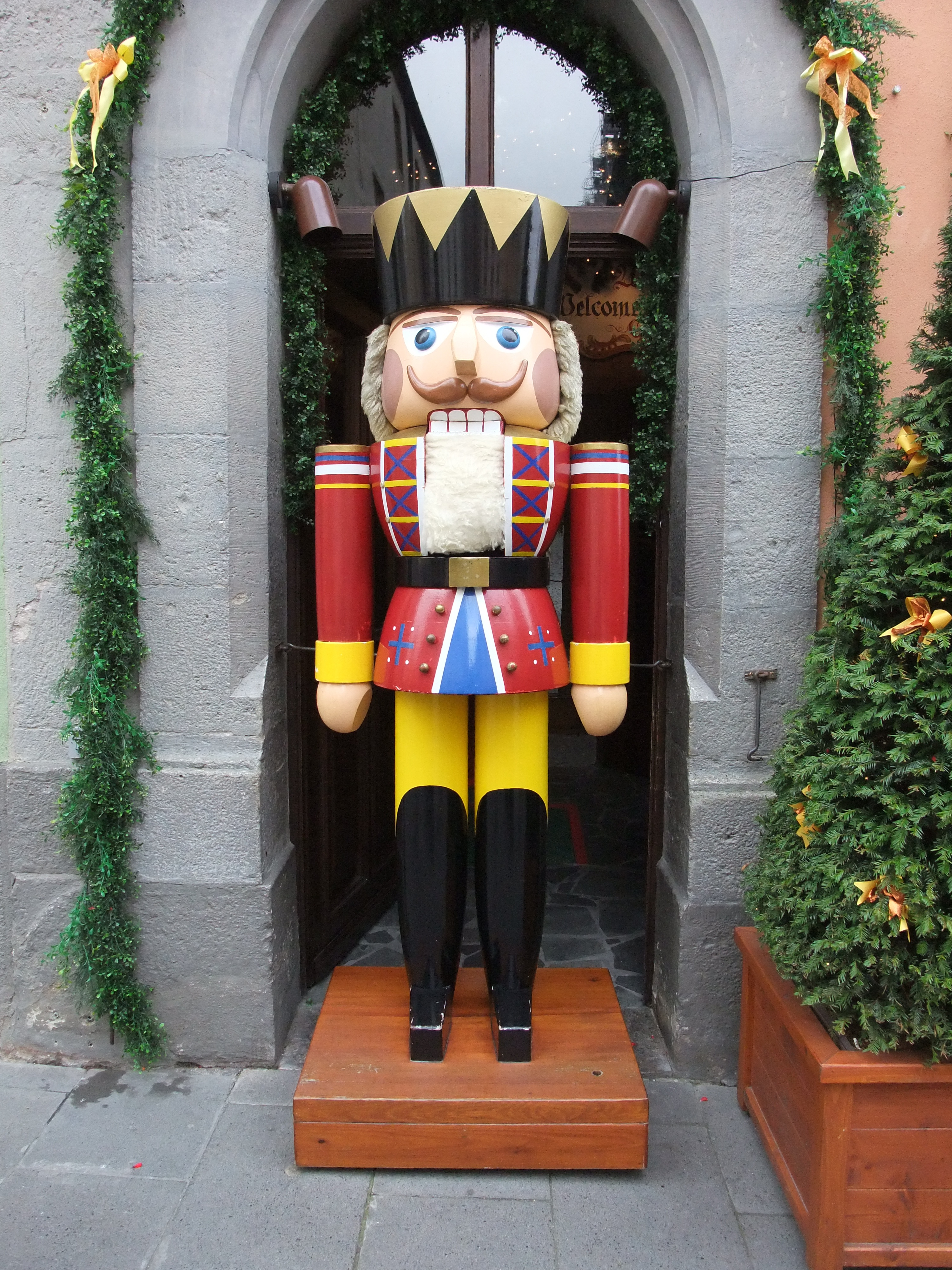
Casse-noisette grandeur nature.

Le Casse-noisette ou Casse-noix (en allemand : Nussknacker) est le nom donné à une figurine en bois, dont la fabrication s’effectue essentiellement dans les monts Métallifères, région à l’est de l’Allemagne. 
Sa particularité est d’être un casse-noix décoratif, constitué d’un levier ouvrant sa bouche, laissant apparaître une ouverture où placer une noisette ou une noix, puis de la casser en actionnant le levier vers le bas afin de refermer sa bouche. Fabriquer un casse-noisette de 35 cm nécessite environ 130 étapes de fabrication et jusqu’à 60 pièces détachées. Ils sont fabriqués surtout en bois d’épicéa et bois de hêtre. Les éléments décoratifs sont réalisés en soie, en cuir, en tissu, etc.
Aujourd’hui, ces figurines sont surtout des éléments décoratifs pendant la période de Noël et des reliques pour les collectionneurs.

## Entre légende et histoire

### Légende
Voici ce que relate la légende répandue dans les monts Métallifères :
"Il y a de nombreuses années, un paysan vivait dans les monts Métallifères ; il était très riche et très seul. La richesse avait transformé son cœur qui était devenu dur comme de la pierre, comme les noisettes qu’il mangeait seul tous les ans à Noël, à cause de sa grande avarice. Comme il aimait trop son confort pour en casser une lui-même, il promit une récompense à quiconque trouverait la manière d’ouvrir des noisettes sans le moindre effort. Beaucoup vinrent le voir pour proposer les solutions les plus étranges : par exemple, un soldat conseilla de tirer sur la noisette pour qu’elle se casse. Le menuisier du village offrit sa scie pour scier la noisette, etc. On vit alors le vieux sculpteur sur bois du village sculpter pendant trois jours, jusqu’à ce qu’un joli petit homme soit créé. Il était multicolore, habillé du costume du dimanche des mineurs originaires des monts Métallifères. Il avait une grande bouche, une forte mâchoire et une langue puissante : comme s’il avait été conçu pour casser les noisettes. Le riche paysan en fut tellement enthousiasmé qu’il n’acceptait plus de casser les noisettes autrement qu’avec ce petit homme multicolore. Il traitait cet homme en bois tellement gentiment que son cœur devint doux comme la cire d’une bougie de Noël. Il offrit toutes ses noisettes et une fête de Noël fut célébrée partout en son honneur. Le vieux sculpteur sur bois reçut un nouvel atelier comme cadeau et le riche paysan devint le meilleur ami de tous les enfants, car le casse-noisette avait aussi cassé l’écorce de son cœur." 

### Histoire
L’histoire du casse-noisette remonte à l’Antiquité : son invention (en tant que réel objet ayant une utilité) est attribuée à Aristote. Un modèle décoratif en bronze, datant de 300 av. J.-C., a également été trouvé dans une tombe à Tarente (Italie). Puis, on attribue à Léonard de Vinci l’invention de la machine à fabriquer les figurines casse-noisettes, ce qui signifie que leur existence date déjà du XVIe siècle. Il se dit même que le roi Henri VIII en aurait offert un à sa deuxième femme, Anne Boleyn. L’entrée du casse-noisette dans le dictionnaire date, quant à elle, de 1830, lorsque les frères Grimm en ont donné une définition, qui dit ceci : « petit homme difforme, dans la bouche duquel les noisettes sont cassées, au moyen d’un levier ou d’une vis ».  Le début de l’apogée du casse-noisette se situe plus précisément au XVIIIe siècle, lorsque ceux-ci étaient sculptés à Val Gardena (ville du nord de l’Italie, dans les Dolomites, célèbre pour ses sculptures en bois) et à Oberammergau (ville du sud de la Bavière). Tandis que dans la première, les casse-noisettes représentaient des personnages comiques issus de la population, ceux d’Oberammergau étaient plutôt de style oriental. Puis, après l’arrêt du travail dans les mines aux alentours de 1800, la population a cherché de nouveaux moyens de subvenir à ses besoins : c’est ainsi que, dans le triangle formé par les trois villes allemandes Seiffen/Erzgeb., Olbernhau et Neuhausen/Erzgeb., où le secteur du jouet était très développé, les anciens mineurs se sont reconvertis en tourneurs sur bois. Beaucoup d’objets étaient fabriqués, comme des chaises ou des meubles, mais également des jouets et des objets décoratifs, tels que les Bergmannsfigur (de) (figurines de mineurs) et Engel, les Räuchermann (de) (figurine dans laquelle on met de l'encens et la fumée ressort par la bouche) ou encore les Erzgebirgischer Schwibbogen (de) (arceaux lumineux), qui font tous partie de la culture allemande pour la période de Noël : ils sont vendus dès le départ sur les marchés de Noël. Quant au premier casse-noisette, il fut tourné sur bois par Friedrich Wilhelm Füchtner (de) en 1870. Ces figurines devaient inspirer le respect, mais elles étaient également fabriquées comme caricatures : elles représentent des gendarmes, des hussards, mais aussi des personnages plus célèbres comme Napoléon après sa défaite à la bataille de Leipzig ou Bismarck.

## Objet de collection

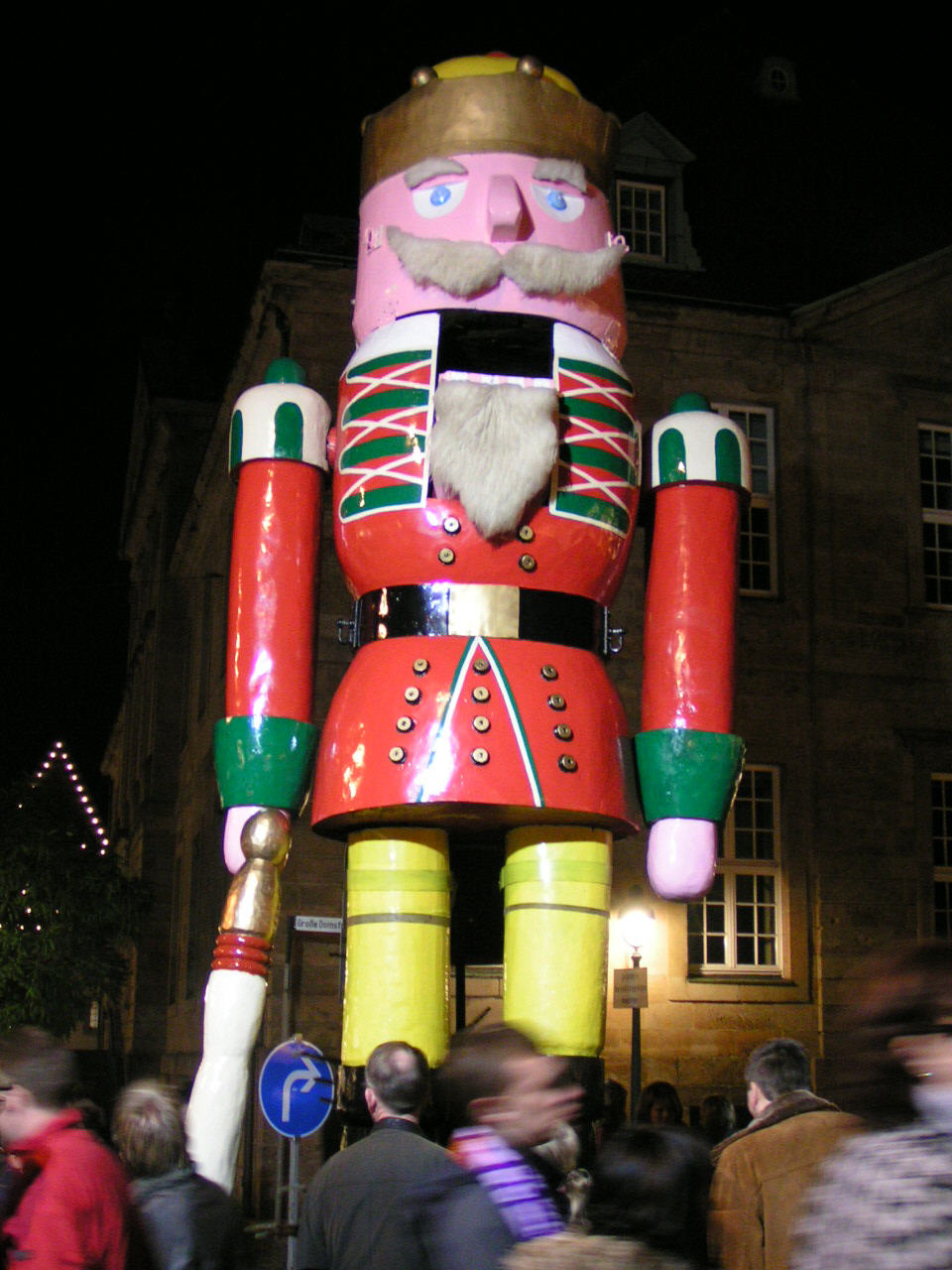
Casse-noisette du marché de Noël d'Osnabrück.

Aujourd’hui, le casse-noisette n’a plus vraiment un intérêt fonctionnel, bien qu’il garde les mêmes propriétés de fabrication, et est surtout un objet de collection prisé. On peut en trouver des centaines de modèles différents, de ceux originels aux imitations des personnages du ballet Casse-noisette de Tchaïkovski. 
L’Allemagne profite de l’intérêt de tous pour cette célébrité locale pour l’élever à un rang national : le plus grand casse-noisette du monde mesure ainsi 10,10 mètres et pèse 3 285 kilogrammes. C’est le chevalier Borso von Riesenburg, qui trône fièrement devant le musée du casse-noisette de Neuhausen/Erzgebirge. Un de ses concurrents tout aussi connu se trouve tous les ans sur le marché de Noël d’Osnabrück (élu en 2004 « plus beau marché de Noël d’Allemagne du Nord ») et mesure 6,20 mètres de haut. Mais sa notoriété ne s’arrête pas aux frontières. Les États-Unis comptent également de nombreux férus de casse-noisettes, dont quatre grands collectionneurs. L’un d'eux est Glenn Crider, ancien horloger reconverti en fabricant de jouets, dont la spécialité est le casse-noisette et dont la collection comporte plus de 400 figurines. Il le fabrique d’ailleurs de A à Z, aussi bien la partie mécanique que la partie artistique. En 2008, l’USPS (United States Postal Service) lui a demandé de créer quatre figurines pour en faire une série de timbres postaux. De l’autre côté du globe, la Chine s’y intéresse aussi fortement. À tel point que la fabrication du casse-noisettes se fait à la « made in China » ou « made in Taïwan », ce que regrettent vivement les collectionneurs qui, eux, réussissent pourtant à identifier les différences entre les versions chinoise et allemande, et ne se font ainsi pas avoir.

## Dans la culture

### Littérature
C'est le conte de Noël Casse-Noisette et le Roi des souris, écrit par Ernst Theodor Amadeus (E.T.A.) Hoffmann en 1816, qui a rendu les casse-noisettes célèbres dans la littérature. Le personnage portait une « très belle veste de hussard violette et brillante, avec beaucoup de cordons et de petits boutons blancs, des jambières de la même couleur et les plus belles petites bottes qui soient jamais arrivées aux pieds d'un officier ».
Une autre histoire de Noël faisant figurer un casse-noisette est le conte Struwwelpeter, de l'auteur allemand Heinrich Hoffmann, écrit en 1851 sous le titre Le roi Casse-Noisette et le pauvre Reinhold. Avant d'apparaître dans ce livre, les personnages de l'Erzgebirge dessinés par Hoffmann avaient auparavant été présentés comme objets décoratifs sur le marché de Noël de Nuremberg.
Un livre a également été écrit : « Erzgbirge-Nussknacker / Chinesischer Nussknacker » de René Edenhofer. Il raconte l’histoire du casse-noisette et spécifie les différences entre celui allemand et celui chinois.

### Ballet
Le ballet Casse-Noisette de Piotr Tchaïkovski a été créé le 6 décembre 1892 à Saint-Pétersbourg. L'histoire est celle du conte pour enfant Casse-Noisette et le Roi des Souris d'E.T.A. Hoffmann. 

### Musées
La renommée du casse-noisette est telle que de nombreux musées lui sont consacrés.
Parmi eux, on trouve :
- Le Nussknackermuseum de Neuhausen/Erzgeb. : le premier d’Europe ;
- Le Leavenworth Nutcracker Museum : il expose un Bergmann de 1880 fabriqué par Füchtner.